# Instrumento de sonido determinado

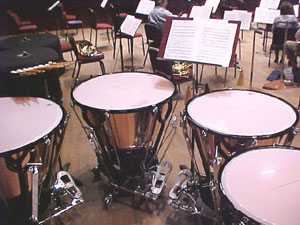
Timbales.

Los instrumentos de sonido determinado son llamados también melódicos, lineales o tonales. 
La característica principal de estos instrumentos es que se pueden afinar. Producen un sonido determinado (notas). Lo que significa que es posible medir la altura. Se puede medir la frecuencia, pues el número de vibraciones por segundo sigue unos ciclos determinados.